# Yohan Croizet
Yohan Croizet-Kollár (Sarrebourg, 15 febbraio 1992) è un calciatore francese, centrocampista dello Zalaegerszeg.

## Caratteristiche tecniche
È un trequartista.

## Carriera
Cresciuto nelle giovanili del Metz, ha esordito in prima squadra il 12 agosto 2011 in occasione del match vinto 1-0 contro il Guingamp.

## Statistiche

### Presenze e reti nei club
Statistiche aggiornate al 16 giugno 2018.
| Stagione          | Squadra           | Campionato        | Campionato | Campionato | Coppe nazionali | Coppe nazionali | Coppe nazionali | Coppe continentali | Coppe continentali | Coppe continentali | Altre coppe | Altre coppe | Altre coppe | Totale | Totale | Totale |
| Stagione          | Squadra           | Comp              | Pres       | Reti       | Comp            | Pres            | Reti            | Comp               | Pres               | Reti               | Comp        | Pres        | Reti        | Pres   | Reti   |        |
| ----------------- | ----------------- | ----------------- | ---------- | ---------- | --------------- | --------------- | --------------- | ------------------ | ------------------ | ------------------ | ----------- | ----------- | ----------- | ------ | ------ | ------ |
| 2011-2012         | Metz 2            | CFA               | 27         | 0          |                 | -               | -               |                    | -                  | -                  |             | -           | -           | 27     | 0      |        |
| 2012-2013         | Metz 2            | CFA               | 30         | 7          |                 | -               | -               |                    | -                  | -                  |             | -           | -           | 30     | 7      |        |
| Totale Metz 2     | Totale Metz 2     | Totale Metz 2     | 57         | 7          |                 | -               | -               |                    | -                  | -                  |             | -           | -           | 57     | 7      |        |
| 2011-2012         | Metz              | L2                | 1          | 0          | CF+CdL          | 0               | 0               |                    | -                  | -                  |             | -           | -           | 1      | 0      |        |
| 2012-2013         | Metz              | N                 | 1          | 0          | CF+CdL          | 0+1             | 0               |                    | -                  | -                  |             | -           | -           | 2      | 0      |        |
| Totale Metz       | Totale Metz       | Totale Metz       | 2          | 0          |                 | 1               | 0               |                    | -                  | -                  |             | -           | -           | 3      | 0      |        |
| 2013-2014         | Virton            | D2                | 31         | 6          | CB              | 0               | 0               |                    | -                  | -                  |             | -           | -           | 31     | 6      |        |
| 2014-2015         | OH Lovanio        | D2                | 31+6       | 4+0        | CB              | 2               | 0               |                    | -                  | -                  |             | -           | -           | 39     | 4      |        |
| 2015-2016         | OH Lovanio        | D1                | 28         | 9          | CB              | 2               | 0               |                    | -                  | -                  |             | -           | -           | 30     | 9      |        |
| Totale OH Lovanio | Totale OH Lovanio | Totale OH Lovanio | 65         | 13         |                 | 4               | 0               |                    | -                  | -                  |             | -           | -           | 69     | 13     |        |
| 2016-2017         | Malines           | D1                | 28+9       | 3+0        | CB              | 2               | 2               |                    | -                  | -                  |             | -           | -           | 39     | 5      |        |
| 2017-2018         | Malines           | D1                | 15         | 0          | CB              | 0               | 0               |                    | -                  | -                  |             | -           | -           | 15     | 0      |        |
| Totale Malines    | Totale Malines    | Totale Malines    | 216        | 3          |                 | 4               | 2               |                    | -                  | -                  |             | -           | -           | 56     | 5      |        |
| 2018              | Sporting K.C.     | MLS               | 14         | 1          | USOC            | 1               | 1               |                    | -                  | -                  |             | -           | -           | 15     | 2      |        |
| Totale carriera   | Totale carriera   | Totale carriera   | 84         | 30         |                 | 8               | 3               |                    | -                  | -                  |             | -           | -           | 92     | 33     |        |